# Brain Records
Brain Records —німецький лейбл звукозапису, був заснований, в 1972, році у місті Гамбург, Західна Німеччина, музикантами Бруно Венделом, та Гюнтером Кербером. Лейбл займався, випуско музичної продукції в стилі, краут рок, таких музичних виконавців, Neu!, Guru Guru, та інші. Згодом на лейблі, зписувалися, такі гурти, як Scorpions, Accept, та інші. У 1976, році лейбл покидає, Гюнтер Кербер, щоб заснувати, інший лебл звукозапису, під назвою Sky Records, після його відходу етикетки, Brain Records, були замінені, з зеленого кольору, на оранжевий. Лейбл, тепер діє через, фірму звукозапису, Polygram Records.